# Forse...
Forse... è il primo album del cantautore italiano Calcutta, uscito il 18 dicembre 2012 per l'etichetta discografica Geograph Records.

## Descrizione
Prodotto da Manuel Cascone, Grip Casino, Trapcoustic (aka Demented Burrocacao) e Calcutta, è il debutto ufficiale su disco. Alla sua uscita ottenne recensioni entusiaste da alcune fra le principali riviste musicali dell'epoca come Rumore, Blow Up ecc. Alle registrazioni partecipano gli stessi produttori più inserimenti di Eva Won. Al disco seguiranno molte date live che aiuteranno il cantautore di Latina a consolidare la sua fanbase in Italia e all'estero (Svizzera, Francia).

## Tracce
Testi e musiche di Calcutta.
1. Senza asciugamano – 4:28
2. Amarena – 2:46
3. Pomezia – 2:28
4. Enrico – 3:13
5. Nicole – 2:57
6. Cane – 2:41
7. Isabella – 3:11
8. Arbre Magique – 2:42
9. Il tempo che resta – 3:09
10. I dinosauri – 3:08
11. Stella – 2:03
12. Vieni sola – 2:40

Durata totale: 35:26

## Formazione
- Edoardo D'Erme - voce, chitarra, tastiere
- Francesco Sarsano - basso